# Список умерших в 682 году

## Февраль
- 19 февраля — Барбат из Беневенто — святой, епископ Беневенто.

## Дата смерти неизвестна или требует уточнения
- Бурайда ибн аль-Хусайб, один из сподвижников пророка Мухаммеда.
- Принцесса Вэньчэн, супруга царя Тибетской империи Сонгцэна Гампо.
- Зайнаб бинт Али — внучка пророка Мухаммеда по линии его дочери Фатимы аз-Захры и его зятя Али ибн Абу Талиба.
- Кадваладр ап Кадваллон — король Гвинеда (655—682).
- Кенн Фаэлад мак Колган — король Коннахта (663—682).
- Масрук ибн аль-Аджда — исламский богослов.
- Мервин Великий — король Галвидела (650-е/660-е — 682).
- Сунь Сымяо — китайский врач времен империи Тан.